# Поход руси против Византии (830-е годы)
Поход руси против Византии — набег русов на Пафлагонию, византийскую территорию у южного берега Чёрного моря — единственное летописное упоминание о котором содержится в «Житии Св. Георгия Амастридского». Дата набега в житии не указана и оценивается разными исследователями в широких пределах: от конца VIII века до 941 года. Наиболее вероятные даты: либо 830-е годы, либо 860-й год.

## Набег на Амастриду

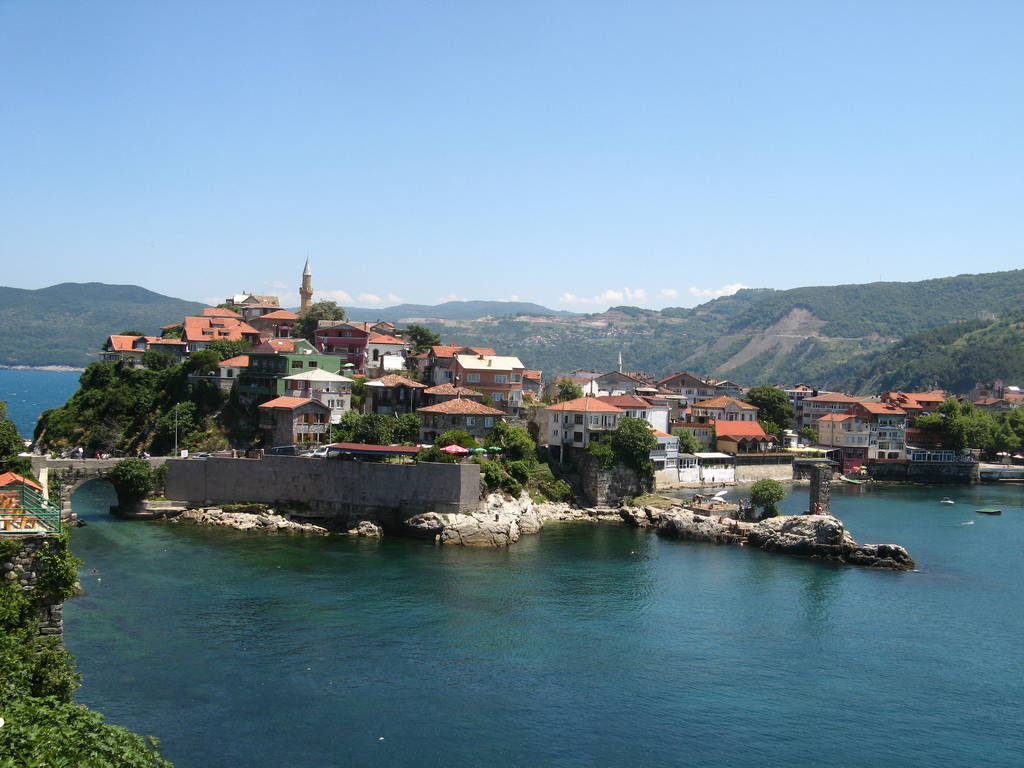
Вид на Амару (до 1460 года Амастрида)

В Пафлагонии русь напала на византийский город Амастриду, расположенный на южном побережье Чёрного моря:

То, что следует далее, и еще более удивительно. Было нашествие варваров, руси [βαρβάρων τῶν ῾Ρῶς], народа, как все знают, в высшей степени дикого и грубого, не носящего в себе никаких следов человеколюбия. Зверские нравами, бесчеловечные делами, обнаруживая свою кровожадность уже одним своим видом, ни в чем другом, что свойственно людям, не находя такого удовольствия, как в смертоубийстве, они — этот губительный на деле и по имени народ, — начав разорение от Пропонтиды и посетив прочее побережье, достигли, наконец, и до отечества святого, посекая нещадно всякий пол и всякий возраст, не жалея старцев, не оставляя без внимания младенцев, но противу всех одинаково вооружая смертоубийственную руку и спеша везде пронести гибель, сколько на это у них было силы. Храмы ниспровергаются, святыни оскверняются: на месте их нечестивые алтари, беззаконные возлияния и жертвы, то древнее таврическое избиение иностранцев, у них сохраняющее силу. Убийство девиц, мужей и жен; и не было никого помогающего, никого готового противостоять. Лугам, источникам, деревьям воздается поклонение. Верховный промысл допускает это, может быть, для того, чтобы умножилось беззаконие, что, как мы знаем из Писания, много раз испытал Израиль.
Пастырь добрый не был налицо телом, а духом был с Богом и, в непостижимых судах его читая, как посвященный, лицом к лицу, медлил заступлением и откладывал помощь. Но наконец он не возмог презреть, и вот он и здесь чудодействует не меньше, чем в других случаях. Когда варвары вошли в храм и увидели гробницу, они вообразили, что тут сокровище, как и действительно это было сокровище. Устремившись, чтобы раскопать оное, они вдруг почувствовали себя расслабленными в руках, расслабленными в ногах и, связанные невидимыми узами, оставаясь совершенно неподвижными, жалкими, будучи полны удивления и страха и ничего другого не имея силы сделать, как только издавать звуки голоса.
(Васильевский. Т. 3. С. 64).

Таким образом, в церкви Амастриды русь попыталась вскрыть гроб Св. Георгия в поисках сокровищ, но этого сделать не удалось, у воинов якобы отнялись руки и ноги. По той же легенде, узнав у одного из пленных горожан, что воинов поразил гнев христианского Бога, предводитель приказал отпустить всех христиан и вернуть в храмы церковные ценности, и это спасло воинов.

## Историография
Житие Георгия сохранилось в единственной рукописи X века, которая представляет собой часть греческой Минеи на февраль. Житие помещено под 8 февраля. Рукопись поступила в Королевскую библиотеку Парижа в составе собрания кардинала Н. Ридольфи, племянника папы Льва X (1475—1521). В греческих служебных минеях и синаксарях память Георгия находится под 21 февраля, там же помещена краткая редакция Жития.
На начальном этапе исследования текста в середине XIX века выдвигалось предположение, что в житиях Георгия и Св. Стефана, архиеп. Сурожского, идёт речь об одном и том же событии, однако современные исследователи отвергают эту гипотезу.
Первый издатель русского перевода текста (1893) академик В. Г. Васильевский, опираясь на стиль изложения, считал что автором памятника был известный агиограф Игнатий Диакон (770/780 — после 845). Исходя из этого, он датировал набег между 820 и 842 годами, то есть 2-м иконоборческим периодом. Учёные, придерживающиеся этой точки зрения, отмечают стилистическую близость жития к другим произведениям Игнатия и органичность пассажа о росах в тексте. Текст жития рассматривается не в виде отдельных фраз, находящих аналогии в других памятниках, а исследуется в сопоставлении с традицией византийской агиографии того времени. Кроме стилистической близости Жития с сочинениями Игнатия историки усматривают ещё один характерный признак эпохи — молчание об иконах. Иконоборческий период продолжался до смерти императора Феофила в 842 году, что определяет верхнюю границу написания Жития.
Другие исследователи предполагают историю о нашествии русов в «Житие Св. Георгия Амастридского» позднейшей вставкой, призванной описать чудо от гроба Св. Георгия. В описании набега указывается, что варвары начали разорение от Пропонтиды, то есть из мест около Константинополя, а эти события относятся к набегу руси 860 года. Исследователи отмечают, что фрагмент о росах содержит фразеологическое и идейное сходство с проповедями патриарха Фотия в 860-м году.
А. А. Васильев, а также византинисты школы А. Грегуара и другие исследователи, считали рассказ о нашествии руси на Амастриду позднейшей интерполяцией. Это событие они связывали с походом руси на Константинополь в 860 году, о котором говорится в 2 гомилиях патриарха Константинопольского Св. Фотия, или с походом на Византию в 941 году князя Игоря.
Точку зрения В. Г. Васильевского разделяли отечественные учёные.
В 1979 году А. Маркопулос изложил аргументы в пользу того, что росский эпизод Жития является поздней вставкой «в стиле Фотия».
В 1977 и 1982 годах И. И. Шевченко опубликовал развёрнутое опровержение доводов сторонников поздней датировки набега, в частности, аргументов А. Маркопулоса. И. И. Шевченко считал, что существует стилистическая близость жития, в том числе и пассажа о нашествии руси, к другим сочинениям Игнатия Диакона, и назвал ряд признаков, по которым текст можно отнести к памятникам иконоборческой эпохи. Если последнее предположение верно, то упоминание этнонима «русь» (῾Ρῶς) в Житии Георгия является древнейшим во всех известных греческих источниках.
В 1997 году Сирил Манго в источниковедческом обзоре трудов Игнатия Диакона подверг сомнению доводы И. И. Шевченко, доказывающие принадлежность Жития авторству Игнатия Диакона и иконоборческой эпохе, указывая, что Игнатий Диакон едва ли проявлял интерес к столь малоизвестной личности, как Георгий Амастридский, почитание которого не выходило за пределы окрестностей самой Амастриды. Кроме того, он указывает, что соединение иконоборческих и иконофильских пассажей в тексте Жития спокойно может быть объяснено тем, что автор имел задачу составить жизнеописание деятеля, жившего в период торжества иконоборчества и принадлежавшего к этому течению (по мнению И. И. Шевченко и Сирила Манго, Георгий Амастридский принадлежал к иконоборческому течению), но сохранявшего симпатии к иконопочитанию. Кроме того, во введении к Житию автор говорит, что не имеет опыта в агиографических трудах, тогда как Игнатий написал Житие св. Никифора ещё около 830 года.
К. Цукерман относит нападение к началу 830-х годов. Посольство же русов в Константинополь в 838-м году, известное из Бертинских анналов, интерпретирует как последующий мирный договор. Воспроизведённая в этом источнике дипломатическая переписка императоров Феофила и Людовика Благочестивого свидетельствует о стремлении византийского императора оградить делегацию «росов» от каких-либо опасностей и обеспечить её успешное возвращение на родину. Столь заботливое отношение византийцев трактуется Цукерманом как их желание сохранить мир с варварами, представляющими серьёзную военную угрозу империи.
По мнению британского учёного Томаса Кендрика, начало IX века было отмечено борьбой варягов (скандинавов), известных византийцам как rus' или Rhos (῾Ρῶς) за контроль над торговым путем по Днепру. Согласно Кендрику, торговым походам варягов препятствовали хазары, жившие в низовьях Днепра и северном Причерноморье. Походы варягов увенчались изгнанием хазар из района современного Херсона. После этого варяги предприняли набег на южное побережье Чёрного моря и разграбили там в Пафлагонии византийский город Амастриду. Упоминание набега варягов на Амастриду содержится в жизнеописании византийского епископа святого Георгия Амастридского. О том, в какие годы был совершён этот набег, не известно (наиболее вероятно, в 830-е годы). Кендрик считал, что если это произошло в самом начале века, то не исключено, что предводителем варягов мог быть тот же легендарный Бравлин, который возглавлял набег на крымский Сурож.